# Merodon hirta
Merodon hirta är en tvåvingeart som först beskrevs av Sack 1932.  Merodon hirta ingår i släktet narcissblomflugor, och familjen blomflugor. Inga underarter finns listade i Catalogue of Life.